# 2S44 Guiatsint-K
Le 2S44 Guiatsint-K est un obusier automoteur russe de calibre 152 mm qui a été mis en service entre 2024/2025 et qui est dérivé de l'obusier automoteur 2S43 Malva.

## Développement
Le 2S44 a été développé en parallèle mais aussi à la suite des retours d’expérience sur le 2S43, qui avaient révélé plusieurs défauts, notamment une portée de tir insuffisante. La structure du véhicule reste très proche de celle de son prédécesseur, mais le canon 2A64 a été remplacé par une version modifiée du 2A36. Ce nouveau canon tire également des obus de 152 mm, mais son calibre 47 lui permet d’atteindre une portée supérieure. Le développement du 2S44 a été mené dans la plus grande discrétion jusqu’à décembre 2023, date à laquelle les premières images de l’obusier ont été diffusées dans les médias. Bien qu’aucune confirmation officielle n’ait été donnée, le projet serait piloté par l'Institut central de recherche scientifique Burevestnik (en) de Nijni Novgorod, déjà à l’origine du 2S43. L’objectif principal est de simplifier au maximum le développement et la production afin de répondre rapidement aux besoins opérationnels sur le théâtre ukrainien. Pour cela, de nombreuses pièces issues de véhicules déjà en service ont été réutilisées. Les canons 2A36 hérités de l’union soviétique sont disponibles en grande quantité dans les entrepôts.  Cependant, ce canon n’est plus produit depuis 1993 ce qui pose donc la question de la disponibilité à long terme de ce nouveau véhicule si la production n’est pas relancée ou qu'un remplaçant ne soit trouvé. Comme le Malva, le 2S44 utilise le châssis du BAZ-6909 qui est produit en série depuis les années 90, donc également facilement disponible. Le véhicule a été présenté lors de la parade du 9 mai 2025 à Moscou, ce qui laisse supposer que l'obusier est déjà en service au sein de l'armée russe. Par ailleurs, plusieurs sources indiquent que ce nouveau canon automoteur a été envoyé en Ukraine afin d'effectuer des tests en conditions réelles.

## Caractéristiques
Le 2S44 est équipé d'un canon rayé 2A36 de calibre 47, capable de tirer des obus de 152 mm. Il est doté d'un frein de bouche afin de limiter le recul. La longueur totale du canon, avec le frein de bouche, atteint 8,2 m. Ce modèle utilise des munitions différentes de celles du 2S43, ces dernières n’étant donc pas compatibles avec le 2S44. Toutefois, les obus du 2S44 permettent une portée de tir supérieure, passant de 20-25 km à 30-32 km. De plus, le 2S44 peut tirer des obus guidés Krasnopol (en), ce qui lui permet d’atteindre des cibles à une distance de 47 km. À l'instar du Malva, le 2A36 est monté sur un châssis BAZ-6910, un tracteur d'artillerie à 4 essieux propulsé par un moteur de 500 ch. Le canon est directement installé sur le toit du véhicule sans aucune protection, une conception qui facilite la production, la maintenance, augmente la mobilité et réduit la masse totale à 32 t, tout en permettant le transport de 30 obus.